# Metacrobunus macrochelis
Metacrobunus macrochelis is een hooiwagen uit de familie Epedanidae.